# Płesznik

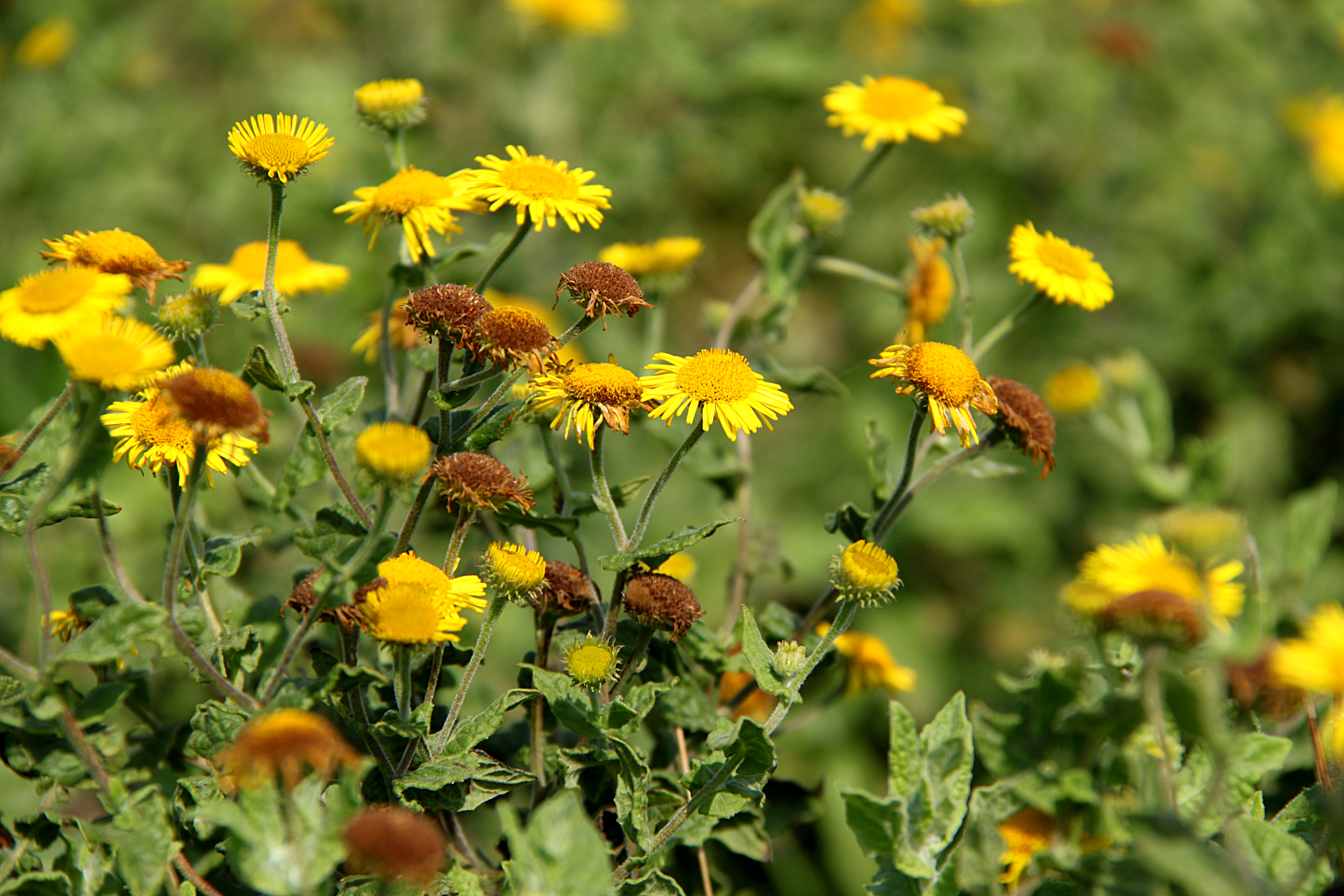
Płesznik czerwonkowy

Płesznik (Pulicaria Gaertn.) – rodzaj roślin z rodziny astrowatych (Asteraceae). Obejmuje ok. 70 gatunków. Występują one na Starym Świecie – na znacznej części Europy, gdzie rośnie 5 gatunków, Azji (bez jej wschodniej części) i w Afryce, z wyjątkiem jej części równikowej. Do polskiej flory należą dwa gatunki – rodzimy płesznik zwyczajny P. vulgaris i zadomowiony antropofit – płesznik czerwonkowy P. dysenterica.
Nazwa rodzajowa pochodzi prawdopodobnie od starożytnego wykorzystania tej rośliny w walce z pchłami (od łacińskiej ich nazwy „pulex”).

## Morfologia
PokrójW większości rośliny jednoroczne, rzadziej dwuletnie i byliny, w tym drewniejące u nasady, czasem z kłączami. Łodygi osiągają od 20 do 120 cm wysokości, nie są oskrzydlone i pozbawione są przewodów żywicznych.
LiścieSkrętoległe, odziomkowe i łodygowe, pojedyncze, zwykle siedzące, całobrzegie, ząbkowane lub piłkowane.
KwiatyZebrane w koszyczki tworzące luźne, baldachogroniaste, groniaste lub wiechowate kwiatostany złożone. Okrywy są półkuliste do dzwonkowatych, o średnicy od kilku mm do ponad 20 mm. Listki okrywy są równe lub nierówne, trwałe (w czasie owocowania czasem odstają) i wyrastają w trzech, czterech lub większej liczbie rzędów. Dno koszyczka jest płaskie. Kwiaty brzeżne języczkowe, żeńskie i płodne, mają korony żółte i jest ich zwykle od kilkunastu do 30, rzadziej więcej. Kwiaty rurkowe wewnątrz koszyczka są obupłciowe, o koronie żółtej, 5-ząbkowej.
OwoceNiełupki elipsoidalne, na końcach często zwężone i gruczołowate, zwieńczone pierścieniem niepodzielonych i spłaszczonych lub drobnopiórkowatych włosków trwałego puchu kielichowego oraz łuskami.

## Systematyka
Pozycja systematycznaRodzaj z plemienia Inuleae, podrodziny Asteroideae i rodziny astrowatych (Asteraceae).
Wykaz gatunków
- Pulicaria adenophora Franch.
- Pulicaria albida E.Gamal-Eldin
- Pulicaria alveolosa Batt. & Trab.
- Pulicaria angustifolia DC.
- Pulicaria argyrophylla Franch.
- Pulicaria armena Boiss. & Kotschy
- Pulicaria attentuata Hutch. & B.L.Burtt
- Pulicaria aualites Chiov.
- Pulicaria aucheri Jaub. & Spach
- Pulicaria auranitica Mouterde
- Pulicaria aylmeri Baker
- Pulicaria baluchistanica Qaiser & Abid
- Pulicaria burchardii Hutch.
- Pulicaria canariensis Bolle
- Pulicaria carnosa (Boiss.) Burkill
- Pulicaria chrysantha (Diels) Y.Ling
- Pulicaria clausonis Pomel
- Pulicaria confusa E.Gamal-Eldin
- Pulicaria diffusa (Shuttlew.) Pett.
- Pulicaria dioscorides R.Atk.
- Pulicaria diversifolia Balf.f.
- Pulicaria dumulosa E.Gamal-Eldin
- Pulicaria dysenterica (L.) Bernh. – płesznik czerwonkowy
- Pulicaria edmondsonii E.Gamal-Eldin
- Pulicaria elegans E.Gamal-Eldin
- Pulicaria filaginoides Pomel
- Pulicaria foliolosa DC.
- Pulicaria gabrielii N.Kilian
- Pulicaria gamal-eldiniae N.Kilian & P.Hein
- Pulicaria glandulosa Caball.
- Pulicaria glaucescens Jaub. & Spach
- Pulicaria gnaphalodes (Vent.) Boiss.
- Pulicaria grandidentata Jaub. & Spach
- Pulicaria grantii Oliv. & Hiern
- Pulicaria guestii Rech.f. & Rawi
- Pulicaria hadramautica E.Gamal-Eldin & Boulos
- Pulicaria hildebrandtii Vatke
- Pulicaria incisa (Lam.) DC.
- Pulicaria insignis J.R.Drumm. ex Dunn
- Pulicaria kurtziana Vatke
- Pulicaria laciniata Thell.
- Pulicaria lanata E.Gamal-Eldin
- Pulicaria lanceifolia O.Schwartz
- Pulicaria lhotei Maire
- Pulicaria mauritanica Coss.
- Pulicaria microcephala Lange
- Pulicaria migiurtinorum Chiov.
- Pulicaria monocephala Franch.
- Pulicaria mucronifolia (Boiss.) Anderb.
- Pulicaria nivea O.Schwartz
- Pulicaria nobilis E.Gamal-Eldin
- Pulicaria odora (L.) Rchb.
- Pulicaria omanensis E.Gamal-Eldin
- Pulicaria paludosa Link
- Pulicaria petiolaris Jaub. & Spach
- Pulicaria pulvinata E.Gamal-Eldin
- Pulicaria rajputanae Blatt. & Hallb.
- Pulicaria rauhii E.Gamal-Eldin
- Pulicaria renschiana Vatke
- Pulicaria salviifolia Bunge
- Pulicaria samhanensis N.Kilian & P.Hein
- Pulicaria scabra Druce
- Pulicaria schimperi DC.
- Pulicaria sericea E.Gamal-Eldin
- Pulicaria sicula (L.) Moris
- Pulicaria somalensis O.Hoffm.
- Pulicaria steinbergii E.Gamal-Eldin
- Pulicaria stephanocarpa Balf.f.
- Pulicaria vieraeoides Balf.f.
- Pulicaria volkonskyana Maire
- Pulicaria vulgaris Gaertn. – płesznik zwyczajny
- Pulicaria wightiana C.B.Clarke